# Tweelingmosdiertje
Het tweelingmosdiertje (Eucratea loricata) is een mosdiertjessoort uit de familie van de Eucrateidae. De wetenschappelijke naam van de soort werd in 1758 als Sertularia loricata gepubliceerd door Carl Linnaeus.

## Beschrijving
Het tweelingmosdiertje is een rechtopstaande mosdiertjessoort die hoge dichte bosjes van ongeveer 10 cm hoog vormt. De kolonies zijn witachtig bruin van kleur, sterk vertakt en lijken op miniatuurpopulieren. De soort kan een verscheidenheid aan substraten koloniseren, van de lagere kust tot 75 meter en soms dieper. Kolonies kunnen ook aangespoeld langs de vloedlijn worden gevonden.

## Verspreiding
De soort komt over de hele wereld voor en kan plaatselijk veel voorkomen aan de Britse kusten.